# Ryjówka szinto
Ryjówka szinto (Sorex shinto) – gatunek ssaka z rodziny ryjówkowatych. Endemit Japonii blisko spokrewniony z ryjówką średnią, za której podgatunek była niegdyś uważana. Tryb życia słabo poznany, prawdopodobnie pokolenie trwa rok, a rozród następuje szybko, po ciąży samica rodzi do sześciu młodych.

## Genetyka
Kariotyp ryjówki szinto obejmuje diploidalną liczbę 42 chromosomów, tak samo jak w przypadku ryjówki średniej. Liczba fundamentalna wynosi 66, podobnie jak w przypadku populacji ryjówki średniej z Hokkaido. Pary od 1 do 9 stanowią duże chromosomy metacentryczne bądź submetacentryczne, ponumerowane wedle zmniejszającej się wielkości. Tak więc największe są pary 1 i 2, są to chromosomy metacentryczne i morfologicznie nie można ich odróżnić, metacentryczna jest też para 4. Natomiast pary 3, 5 i 8 są submetacentryczne. Kolejne 9 par chromosomów jest telocentrycznych. Można wyróżnić większe chromosomy par 10-12 i mniejsze kolejnych par, z względnie większym ramieniem krótkim. Para 16 jest także submetacentryczna, w odróżnieniu od teleocentrycznych 17 czy 19. Para 17 ma satelity, jeszcze wyraźniejsze w parze 20, w przypadku której duże satelity widnieją na końcu ramienia p, podobnie jak w parze 19. Satelity te funkcjonują jako aktywne NOR. Dokładnie tak samo wygląda opis chromosomów ryjówki pazurzastej, aczkolwiek w przypadku tej ostatniej występują pewne różnice ze względu na obszar. Autorzy podkreślają genetyczną bliskość ryjówek średniej i szinto. Chromosom X przypomina pod względem prążków G swój homolog u ryjówki średniej z wyspy Cheju. Uważa się, że kariotyp obserwowany u ryjówek szinto i średniej stanowi stan ancestralny dla całej grupy ryjówki średniej.

## Budowa

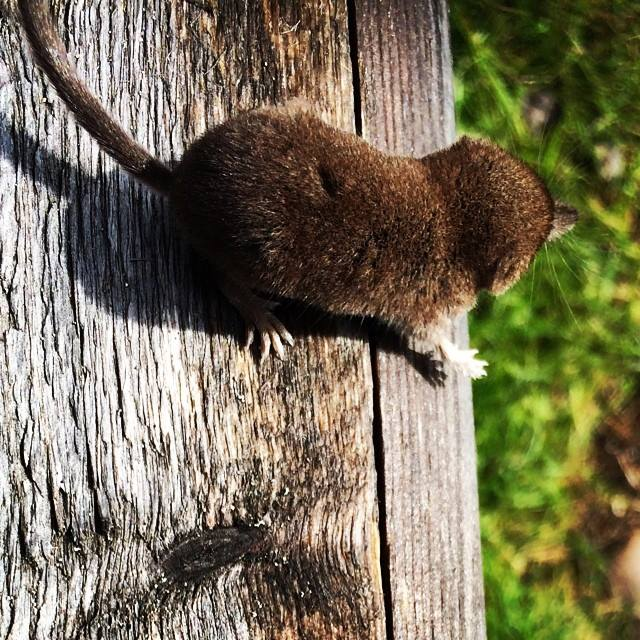
Ryjówka szinto przypomina ryjówkę średnią

Ogólnym wyglądem ryjówka szinto przypomina ryjówkę średnią, do której była uprzednio zaliczana. Nie dorównuje jej jednak rozmiarami. Przerasta natomiast sympatryczną ryjówkę japońską. Wymiary ryjówki szinto są następujące. Długość głowy i tułowia zawiera się między 5,1 a 7,25 cm. Długość ogona wynosi od 4,4 do 5,7 cm, jest krótszy niż u ryjówki japońskiej. Długość głowy od siekacza do kłykcia potyliczego wynosi od 1,65 do 1,81 cm. Rzędy zębów mierzą między 3,9 a 4,4 mm. Tylna stopa mierzy od 1,14 do 1,36 cm. Masa ciała zwierzęcia zawiera się w przedziale od 4,1 do 6,2 g.
Grzbiet ryjówki szinto jest szarobrązowy.
Gatunek przypomina ryjówkę średnią. Cechy ryjówki szinto z Honsiu płynnie przechodziły w cechy ryjówki średniej z Kraju Nadmorskiego i Korei (wielkość głowy) oraz z Sachalinu i Hokkaido (wymiary zewnętrzne). Jednak gatunki te można zróżnicować choćby po powierzchni czwartego górnego przedtrzonowca. Problemy z rozróżnieniem dotyczą tylko podgatunku S. s. sadonis.

## Systematyka
Ryjówka szinto opisana została przez Thomasa w 1905. Jako miejsce typowe badacz wskazał wioskę Makado (ob. część miasteczka Noheji) w prefekturze Aomori na północnym Hondo (dawna nazwa Honsiu) w Japonii. Ryjówkę szinto uznawano nie za osobny gatunek, ale za podgatunek ryjówki średniej, popularnego w Azji gatunku o rozległym zasięgu występowania i licznych podgatunkach. Obecnie jednak gatunki te traktuje się jako odrębne, choć blisko ze sobą spokrewnione, czego dowiedziono badaniami genetycznymi. Różnica pomiędzy nimi nie jest do końca ewidentna wedle niektórych autorów, inni na podstawie badań genetycznych widzą w nich odrębne, choć bliskie sobie gatunki, i wskazują, że tworzą one razem grupę o wspólnym pochodzeniu, zwaną grupą gatunków caecutiens/shinto. Trzecim, blisko z tymi dwoma spokrewnionym gatunkiem, jest ryjówka chińska. Wraz z Sorex isodon oraz ryjówką pazurzastą tworzą one grupę ryjówki średniej, caecutiens group. Wraz z kilkoma innymi grupami gatunków oraz gatunkami nieobjętymi żadną grupą zalicza się ona do podrodzaju Sorex Sorex, jednego z dwóch podrodzajów w rodzaju Sorex, zwanym po polsku ryjówką. Jest to jedyny rodzaj umieszczany w plemieniu Soricini, czyli ryjówki. Plemię to wraz z plemionami Blarinini, Blarinellini, Anourosoricini, Notiosoricini i Nectogalini należy z kolei do podrodziny Soricinae, jednej z trzech podrodzin rodziny ryjówkowatych Soricidae, obejmującej także podrodziny Crocidurinae i Myosoricinae.
Kladogram wedle Naitoh i innych z 2005:
|  | Sorex shinto     |
|  |                  |
|  | Sorex caecutiens |
|  |                  |

Obecnie wyróżnia się 3 podgatunki ryjówki szinto:
- Sorex shinto shinto Thomas, 1905;
- Sorex shinto sadonis Yoshiyuki & Imaizumi, 1986;
- Sorex shinto shikokensis Abe, 1967.

Wedle niektórych autorów S. shinto sadonis jest genetycznie nieodróżnialny od podgatunku nominatywnego, być może powstały niedawno, inni wskazują na jego odrębność genetyczną od populacji zamieszkującej Honsiu i Shikoku. Ponadto nieliczne zbadane osobniki nie pasują do żadnej z tych grup, te właśnie tworzą podgatunek S. shinto shikokensis.
Opisywano niegdyś Sorex shinto chouei, ale wydaje się on być synonimem Sorex shinto shinto. Sorex shinto saevus opisany przez Thomasa w 1907 z Sachalinu uznawany jest obecnie za synonim ryjówki pazurzastej.

## Tryb życia i cykl życiowy
Ryjówkowate zazwyczaj prowadzą samotny tryb życia. Nie ma badań potwierdzających to w przypadku omawianego gatunku. Ryjówka szinto żyje na ziemi, pośród ściółki. Większość schwytanych osobników była aktywna nocą, ale na dużych wysokościach w listopadzie aktywność przypadała w ciągu dnia.
Samica kopuluje z samcem, po czym zachodzi w ciążę. Ciężarne samice podgatunku Sorex shinto shinto spotykano na Honsiu w maju i czerwcu. Ciężarne Sorex shinto sadonis obserwowano od marca do maja. Po ciąży samica rodzi od jednego do sześciu noworodków w przypadku podgatunku nominatywnego, w przypadku Sorex shinto sadonis doliczono się od czterech do sześciu.
Ryjówkowate zazwyczaj nie żyją długo. Pokolenie ryjówki szinto trwa 1 rok. 

## Rozmieszczenie geograficzne
Ryjówka szinto jest endemitem Japonii. Zamieszkuje na: Honsiu (półwysep Kii), Sikoku i Sado. Podgatunek nominatywny zamieszkuje północne i środkowe rejony górskie wyspy Honsiu na średnich i dużych wysokościach ponad poziom morza. Z kolei Sorex shinto shikokensis zamieszkuje Sikoku, dokładniej góry Ishizuchi i Tsurugi. Na wyspie Sado żyje Sorex shinto sadonis, spotykany także na zachodnim wybrzeżu Honsiu, nie tylko w górach, ale i na terenach niżej położonych.
Skamieniałości datowane na środkowy plejstocen znaleziono na Honsiu, a późnoplejstoceńskie na Kiusiu. Ryjówka szinto występowała się sympatrycznie z ryjówką średnią.

## Ekologia
Siedliskiem ryjówki szinto są lasy, zwłaszcza iglaste, pierwotne i wtórne oraz tereny porośnięte roślinnością krzewiastą. Spotyka się ją na terenach nizinnych, od poziomu morza, ale częściej w górach, do 2900 m. Na poziomie morza spotyka się ją na Honsiu, na tej wyspie osiąga wysokość 1200 m. Z kolei na Sikoku żyje na wysokościach od poziomu morza do 900 m. Na Sado ryjówkę szinto spotkano na wysokości 300 m.
Nie istnieją informacje o diecie ryjówki szinto. Blisko spokrewniona z nią ryjówka średnia spożywa pająki, chrząszcze, stonogi i gąsienice.
Wśród pasożytów wymienia się nicienia Parastrongyloides winchesi oraz Syphacia, prawdopodobnie Syphacia emileromani, aczkolwiek w tym przypadku ryjówki były przypadkowym żywicielem pasożyta myszy po spożyciu jej zwłok.

## Zagrożenia i ochrona
Trend populacyjny jest stabilny. IUCN nie podaje liczebności populacji. Istnieją miejsca, gdzie gatunek występuje pospolicie. Wymienić można wśród nich północne i środkowe Honsiu, gdzie, jak podkreśla IUCN, nie występuje ryjówka japońska, jak i Sado. Jednak już na Sikoku ryjówka szinto stanowi rzadkość i spotkać ją można wyłącznie na znacznych wysokościach. Na Honsiu współistnieje z ryjówką japońską. Duża część zasięgu występowania ryjówki szinto znajduje się pod ochroną. IUCN nie wymienia żadnych zagrożeń. Zalicza ryjówkę szinto do gatunków najmniejszej troski (LC).